# Butry-sur-Oise
 Butry-sur-Oise  es una población y comuna francesa, en la región de Isla de Francia, departamento de Valle del Oise, en el distrito de Pontoise y cantón de La Vallée-du-Sausseron.

## Demografía
| 818 | 883 | 997 | 1646 | 1878 | 1969 |
| Para los censos de 1962 a 1999 la población legal corresponde a la población sin duplicidades (Fuente: INSEE [Consultar]) |     |     |      |      |      |